# ميلدون أمبريس
ميلدون أمبريس (بالإنجليزية: Mildon Ambres)‏ مواليد 12 سبتمبر 1984 في أوبلوساس، هو لاعب كرة سلة أمريكي. بدأ مسيرته الاحترافية في سنة 2007. يلعب في الدوري المصري لكرة السلة. يحمل الرقم 4. يبلغ طوله 6 قدم 6 بوصة (2.0 م).

## المسيرة الاحترافية
لعب مع بارانجي جينبرا سان ميغيل في سنة 2010، ثم لعب مع نادي لاردة لكرة السلة في موسم 2010–2011، ثم لعب مع نادي سيبيو لكرة السلة في سنة 2013، ثم لعب مع نادي طلائع الجيش في سنة 2014.

## روابط خارجية
- ميلدون أمبريس على موقع كرة السلة الأوروبية.كوم (الإنجليزية)
- ميلدون أمبريس على موقع كلية كرة السلة في سبورتس رفرنس.كوم (الإنجليزية)
- ميلدون أمبريس على موقع ريلجم (الإنجليزية)
- ميلدون أمبريس على موقع بروبوليرز (الإنجليزية)
- ميلدون أمبريس على موقع سبورتس رفرنس (الإنجليزية)